# Bibliothèque nationale de la Diète
La Bibliothèque nationale de la Diète (国立国会図書館, Kokuritsu Kokkai Toshokan) a été créée en 1948 avec pour objectif d'assister les membres de la Diète du Japon dans leur tâche d'administration publique. Elle est aujourd'hui la bibliothèque nationale du Japon.

## Histoire
L'institution est le résultat de la fusion, en 1948, de la Bibliothèque impériale, créée en 1872, et des bibliothèques de la Chambre haute et de la Chambre basse du Parlement, fondées en 1890 . Ses buts s'inspirent de et sont similaires à ceux de la Bibliothèque du Congrès aux États-Unis.
Elle comprend deux sites principaux à Tokyo, un autre à Kyoto, ainsi que plusieurs succursales.

Dont sa branche jeunesse, l'International Library of Children's Literature (en), National Diet Library à Tokyo dans le Parc d'Ueno.
ILCL (en).
Avec 44 187 016 documents en 2018, elle arrive au sixième rang des plus grandes bibliothèques dans le monde. En 2020, son budget (hors dépenses pour les installations) était de 19 milliards de yen et elle occupait 892 personnes.

## Partenariat avec la France
En 2014, à l'occasion des 90 ans de la Maison franco-japonaise de Tokyo, elle crée en partenariat avec la Bibliothèque nationale de France deux expositions virtuelles sur les relations France-Japon, aujourd'hui reconverties en micro-bibliothèques numériques sur ce sujet.